# Piet Peereboom
Pieter Paul Victor (Piet) Peereboom (Weltevreden (Batavia), 14 januari 1897 – Leiden, 14 februari 1980) was een Nederlands voetballer die als centrale verdediger speelde.
Peereboom speelde tot 1924 voor HBS. Hij kwam ook uit voor het Zwaluwenelftal en maakte deel uit van de selectie voor de Olympische Zomerspelen 1920. Hij kwam daar echter niet in actie en kreeg ook geen bronzen medaille uitgereikt. Hij speelde later voor PSV.
Hij deed de officiersopleiding en was daarna werkzaam als inkoper bij Internatio, Scheepswerf Nieuwe Waterweg, Philips Gloeilampenfabrieken, hoofd inkoop bij meubelfabrikant Pander en het Rode Kruis.
Tinus van Beurden · 
Arie Bieshaar · 
Koos Boerdam · 
Leo Bosschart · 
Evert Jan Bulder · 
Jaap Bulder · 
Jan van Dort · 
Harry Dénis · 
Ber Groosjohan · 
Felix von Heijden · 
Eb van der Kluft · 
Frits Kuipers · 
Evert van Linge · 
Herman Legger · 
Dick MacNeill · 
Jan de Natris · 
Piet Peereboom · 
Oscar van Rappard · 
Henk Steeman · 
Frans Tempel · 
Ben Verweij ·
Jan de Vries · 
Coach: Frederick Warburton